# Vilina kosa
Vilina kosa (lat. Cuscuta), velik i brojan biljni rod koji je nekada sačinjavao samostalnu porodicu Vilinovke (predenjače, predenčanice, lat. Cuscutaceae), a danas čini tribus porodice Convolvulaceae (slakovke). Vilinovke nemaju korijena ni lista, ne vrši fotosintezu pa nemaju ni klorofila, i kao paraziti žive obavijajući se oko drugih biljaka i sišići hranu iz svog domaćina, poput djeteline.
Raširene su po Euroaziji i Africi, a ima ih preko 200 vrsta
Stabljika vilinovki je veoma tanka, manje od milimetra, crvene je boje. Cvjetovi su dvospolni, ugodnog mirisa, i primamljivi pčelama zbog nektara i peluda. Razmnožava se sjemenom, a svježa biljka nije zdrava za ispašu stoke.

## Vrste
1. Cuscuta abyssinica A.Rich.
2. Cuscuta acuta Engelm.
3. Cuscuta acutiloba Engelm.
4. Cuscuta africana Willd.
5. Cuscuta alata Brandegee
6. Cuscuta alatiloba Yunck.
7. Cuscuta americana L.
8. Cuscuta andina Phil.
9. Cuscuta angulata Engelm.
10. Cuscuta appendiculata Engelm.
11. Cuscuta approximata Bab.
12. Cuscuta argentinana Yunck.
13. Cuscuta atrans Feinbrun
14. Cuscuta australis R.Br.
15. Cuscuta azteca Costea & M.A.R.Wright
16. Cuscuta babylonica Aucher ex Choisy
17. Cuscuta balansae Boiss. & Reut. ex Yunck.
18. Cuscuta basarabica Buia
19. Cuscuta bella Yunck.
20. Cuscuta bifurcata Yunck.
21. Cuscuta blepharolepis Welw. ex Hiern
22. Cuscuta boldinghii Urb.
23. Cuscuta boliviana Yunck.
24. Cuscuta bonafortunae Costea & I.García
25. Cuscuta brachycalyx (Yunck.) Yunck.
26. Cuscuta bracteata Engelm.
27. Cuscuta brevistyla A.Braun ex A.Rich.
28. Cuscuta bucharica Palib.
29. Cuscuta burrellii Yunck.
30. Cuscuta californica Hook. & Arn.
31. Cuscuta callinema Butkov
32. Cuscuta camelorum Pavlov
33. Cuscuta campestris Yunck.
34. Cuscuta capitata Roxb.
35. Cuscuta carnosa Costea & I.García
36. Cuscuta cassytoides Nees ex Engelm.
37. Cuscuta castroviejoi M.A.García
38. Cuscuta ceanothi Behr
39. Cuscuta cephalanthi Engelm.
40. Cuscuta chapalana Yunck.
41. Cuscuta chilensis Ker Gawl.
42. Cuscuta chinensis Lam.
43. Cuscuta chittagongensis Sengupta, M.S.Khan & Huq
44. Cuscuta choisiana Yunck.
45. Cuscuta cockerellii Yunck.
46. Cuscuta colombiana Yunck.
47. Cuscuta compacta Juss. ex Choisy
48. Cuscuta convallariiflora Pavlov
49. Cuscuta corniculata Engelm.
50. Cuscuta coryli Engelm.
51. Cuscuta corymbosa Ruiz & Pav.
52. Cuscuta costaricensis Yunck.
53. Cuscuta cotijana Costea & I.García
54. Cuscuta cozumeliensis Yunck.
55. Cuscuta cristata Engelm.
56. Cuscuta cuspidata Engelm. & A.Gray
57. Cuscuta decipiens Yunck.
58. Cuscuta deltoidea Yunck.
59. Cuscuta dentatasquamata Yunck.
60. Cuscuta denticulata Engelm.
61. Cuscuta desmouliniana Yunck.
62. Cuscuta draconella Costea & M.A.R.Wright
63. Cuscuta durangana Yunck.
64. Cuscuta elpassiana Pavlov
65. Cuscuta epilinum Weihe
66. Cuscuta epithymum (L.) L.
67. Cuscuta erosa Yunck.
68. Cuscuta europaea L.
69. Cuscuta exaltata Engelm.
70. Cuscuta ferganensis Butkov
71. Cuscuta flossdorfii Hicken
72. Cuscuta foetida Kunth
73. Cuscuta friesii Yunck.
74. Cuscuta gennesaretana Sroëlov ex Feinbr. & S.Taub
75. Cuscuta gerrardii Baker
76. Cuscuta gigantea Griff.
77. Cuscuta glabrior (Engelm.) Yunck.
78. Cuscuta globiflora Engelm.
79. Cuscuta globosa Ridl.
80. Cuscuta globulosa Benth.
81. Cuscuta glomerata Choisy
82. Cuscuta goyaziana Yunck.
83. Cuscuta gracillima Engelm.
84. Cuscuta grandiflora Kunth
85. Cuscuta gronovii Willd. ex Schult.
86. Cuscuta gymnocarpa Engelm.
87. Cuscuta harperi Small
88. Cuscuta haughtii Yunck.
89. Cuscuta haussknechtii Yunck.
90. Cuscuta hitchcockii Yunck.
91. Cuscuta howelliana P.Rubtzov
92. Cuscuta hyalina Roth ex Schult.
93. Cuscuta iguanella Costea & I.García
94. Cuscuta incurvata Progel
95. Cuscuta indecora Choisy
96. Cuscuta insolita Costea & I.García
97. Cuscuta insquamata Yunck.
98. Cuscuta jalapensis Schltdl.
99. Cuscuta japonica Choisy
100. Cuscuta jepsonii Yunck.
101. Cuscuta karatavica Pavlov
102. Cuscuta kilimanjari Oliv.
103. Cuscuta kotschyana Boiss.
104. Cuscuta krishnae Udayan & Robi
105. Cuscuta kurdica Engelm.
106. Cuscuta lacerata Yunck.
107. Cuscuta legitima Costea & M.A.R.Wright
108. Cuscuta lehmanniana Bunge
109. Cuscuta leptantha Engelm.
110. Cuscuta letourneuxii Trab.
111. Cuscuta liliputana Costea & M.A.R.Wright
112. Cuscuta lindsayi Wiggins
113. Cuscuta longiloba Yunck.
114. Cuscuta lophosepala Butkov
115. Cuscuta lucidicarpa Yunck.
116. Cuscuta lupuliformis Krock.
117. Cuscuta macrocephala Schaffner ex Yuncker
118. Cuscuta macrolepis R.C.Fang & S.H.Huang
119. Cuscuta macvaughii Yunck.
120. Cuscuta maroccana Trab.
121. Cuscuta membranacea Yunck.
122. Cuscuta mesatlantica Dobignard
123. Cuscuta mexicana Yunck.
124. Cuscuta micrantha Choisy
125. Cuscuta microstyla Engelm.
126. Cuscuta mitriformis Engelm. ex Hemsl.
127. Cuscuta modesta Costea & M.A.R.Wright
128. Cuscuta monogyna Vahl
129. Cuscuta montana Costea & M.A.R.Wright
130. Cuscuta natalensis Baker
131. Cuscuta nevadensis I.M.Johnst.
132. Cuscuta nitida E.Mey. ex Choisy
133. Cuscuta nivea M.A.García
134. Cuscuta obtusata (Engelm.) Trab.
135. Cuscuta obtusiflora Kunth
136. Cuscuta occidentalis Millsp.
137. Cuscuta odontolepis Engelm.
138. Cuscuta odorata Ruiz & Pav.
139. Cuscuta orbiculata Yunck.
140. Cuscuta ortegana Yunck.
141. Cuscuta pacifica Costea & M.A.R.Wright
142. Cuscuta paitana Yunck.
143. Cuscuta palaestina Boiss.
144. Cuscuta palustris Yunck.
145. Cuscuta pamirica Butkov
146. Cuscuta parodiana Yunck.
147. Cuscuta partita Choisy
148. Cuscuta parviflora Engelm.
149. Cuscuta pauciflora Phil.
150. Cuscuta pedicellata Ledeb.
151. Cuscuta pellucida Butkov
152. Cuscuta pentagona Engelm.
153. Cuscuta peruviana Yunck.
154. Cuscuta planiflora Ten.
155. Cuscuta plattensis A.Nelson
156. Cuscuta platyloba Progel
157. Cuscuta polyanthemos Schaffner ex Yuncker
158. Cuscuta polygonorum Engelm.
159. Cuscuta potosina Schaffner ex S.Watson
160. Cuscuta prismatica Pav. ex Choisy
161. Cuscuta pulchella Engelm.
162. Cuscuta punana Costea & M.A.R.Wright
163. Cuscuta purpurata Phil.
164. Cuscuta purpusii Yunck.
165. Cuscuta pusilla Phil. ex Yunck.
166. Cuscuta racemosa Mart.
167. Cuscuta rausii M.A.García
168. Cuscuta reflexa Roxb.
169. Cuscuta rojasii Hunz.
170. Cuscuta rostrata Shuttlew. ex Engelm. & A.Gray
171. Cuscuta rostricarpa Yunck.
172. Cuscuta rotundiflora Hunz.
173. Cuscuta rubella Yunck.
174. Cuscuta rugosiceps Yunck.
175. Cuscuta runyonii Yunck.
176. Cuscuta ruschanica Yunusov
177. Cuscuta rustica Hunz.
178. Cuscuta salina Engelm.
179. Cuscuta sandwichiana Choisy
180. Cuscuta santapaui Banerji & S.Das
181. Cuscuta scandens Brot.
182. Cuscuta schlechteri Yunck.
183. Cuscuta serrata Yunck.
184. Cuscuta sharmanum Mukerjee & P.K.Bhattach.
185. Cuscuta sidarum Liebm.
186. Cuscuta somaliensis Yunck.
187. Cuscuta squamata Engelm.
188. Cuscuta stenocalycina Palib.
189. Cuscuta stenolepis Engelm.
190. Cuscuta strobilacea Liebm.
191. Cuscuta suaveolens Ser.
192. Cuscuta suksdorfii Yunck.
193. Cuscuta syrtorum Arbajeva
194. Cuscuta taimensis P.P.A.Ferreira & Dettke
195. Cuscuta tasmanica Engelm.
196. Cuscuta tatei Yunck.
197. Cuscuta timida Costea & M.A.R.Wright
198. Cuscuta timorensis Decne. ex Engelm.
199. Cuscuta tinctoria Mart. ex Engelm.
200. Cuscuta tolteca Costea & M.A.R.Wright
201. Cuscuta trichostyla Engelm.
202. Cuscuta triumvirati Lange
203. Cuscuta tuberculata Brandegee
204. Cuscuta umbellata Kunth
205. Cuscuta umbrosa Beyr. ex Hook.
206. Cuscuta vandevenderi Costea & M.A.R.Wright
207. Cuscuta veatchii Brandegee
208. Cuscuta victoriana Yunck.
209. Cuscuta violacea Rajput & Syeda
210. Cuscuta volcanica Costea & I.García
211. Cuscuta warneri Yunck.
212. Cuscuta werdermannii Hunz.
213. Cuscuta woodsonii Yunck.
214. Cuscuta xanthochortos Mart. ex Engelm.
215. Cuscuta yucatana Yunck.
216. Cuscuta yunckeriana Hunz.